# 深田紗記子
深田 紗記子（ふかた さきこ、2月13日 - ）は、日本の女性声優、コスプレイヤー、モデル、イベントコンパニオン、モデラー。大阪府出身。旧名：深田 紗規子。
愛称はさきちゃん、さきこ姉さん、さきこたん。

## 人物・来歴
- 大阪音楽短期大学 ミュージカル科卒業。
- 演劇集団円付属養成所の円演劇研究所。
- 甲賀の里ミスくの一コンテスト 第21回準ミスグランプリ。過去ミス受賞者は細川ふみえなどもいる。
- TABプロダクション付属養成所→所属。
- 模型雑誌モデルアートにてプラモデルの作例掲載。深田沙規子というペンネームでプロモデラーとして活動している。
- TABプロダクションに所属していた。

## テレビアニメ
- さんかれあ（客C）

## ナレーション
- 韓国ドラマ「パートナー」

## ドラマCD
- シュレディンガ−の猫耳少女（コスプレ店9）

## コスプレ
- ハンドメイドが中心で、完成度も高い。特に『ラグナロクオンライン』（ウィザード）、『新世紀エヴァンゲリオン』（プラグスーツ）衣装では海外メディアの注目度も高く多く取り上げられている。また、中国におけるコスプレ雑誌でもグラビアを飾っている。
- コスプレサイトCURE制作のコスプレ雑誌コスキュア創刊号に『鋼の錬金術師』のリザ・ホークアイ、グラビアページでは『機動戦士ガンダムSEED DESTINY』のミーア・キャンベルのコスプレをしている。また、創刊第2号ではグラビアページに『サガ フロンティア』（旧・スクウェア/1997年発売）のアセルスのコスプレで登場し自身のゲーム好きがうかがえる。
- コスプレサイトCure主催『SoltyRei』ローズ役公式コスプレイヤー選考会では最終選考まで進出。東京ドームシティー賞受賞。
- 『コミックガム』連載の『一騎当千』の呂蒙子明オフィシャルコスプレイヤーとしても活躍中。ゲーム版『一騎当千』では多社にわたり、『ファミ通』や『ゲーマガblog』などでレポートキャラバンを行っている。

## コンパニオン
- イベントコンパニオンとコスプレコンパニオンを中心に精力的に活動を行っている。

### イベントコンパニオン
- 2003年 大阪モーターショー
- 2005年 大阪モーターショー
- 2005年 東京モーターショー
- 2007年 JAM 国際鉄道模型コンベンション
- 2007年 JAP プラモデルラジコンショー（GSIクレオス）
- 2008年 JAP プラモデルラジコンショー（GSIクレオス）

### コスプレコンパニオン
- 2004年 コミックマーケット夏・冬／ワニブックス
- 2005年 コミックマーケット夏・冬／ワニブックス
- 2006年 コミックマーケット夏・冬／ワニブックス
- 2006年 静岡ホビーショウ/AOSHIMA
- 2006年 サンダーバードinJAPAN（渋谷PARCO）／集英社
- 2007年 サンダーバードinJAPAN（静岡PARCO）／集英社
- 2007年 東京国際アニメフェア／メディアファクトリー
- 2007年 コミックマーケット夏／メディアファクトリー
- 2007年 ワンダーフェスティバル夏・冬／GSIクレオス
- 2008年 ワンダーフェスティバル夏・冬／GSIクレオス
- 2008年 コミックマーケット夏／メディアファクトリー
- 2009年 ワンダーフェスティバル夏・冬／GSIクレオス
- 2010年 ワンダーフェスティバル冬／GSIクレオス
- 2011年 ワンダーフェスティバル夏・冬／GSIクレオス

## モデル
- 2007年 12月号ホビージャパン、モデルアートの扉ページにおいてMr.HOBBYの広告モデル
- 2008年 1月号ホビージャパン、モデルアートにおいてMr.HOBBYの広告モデル
- 2008年 3月号ホビージャパン、モデルアートにおいてMr.HOBBYの広告モデル
- 2008年 4月号ホビージャパン、モデルアートにおいてMr.HOBBYの広告モデル
- 2008年 6月号ホビージャパン、モデルアートにおいてMr.HOBBYの広告モデル

GSIクレオスMr.HOBBYのWebマンガ「ふたばモデリング」にて、登場人物のひとり〈沙紀〉のモデルになる。原作者のみなづきふたごとはコミックガムを通じた友人関係。
- 2008年 10月 手作りCOS!<1>和装編/コジマアイ著のメインモデル
- 2009年 3月 手作りCOS!<2>制服アレンジ編/柳なおみ著のメインモデル
- 相模鉄道グループVP
- 日本赤十字社医療センターVP（周産期編）モデル